# Rafał Dębski
Rafał Dębski (* 7. června 1969 v Olešnici) je polský spisovatel fantasy, science fiction, historických, kriminálních a válečných příběhů. Vystudoval psychologii na Katolické univerzitě Jana Pavla II. v Lublinu. Pracuje jako školní psycholog v jednom z olešnických gymnázií, od roku 2009 je také šéfredaktorem polského měsíčníku Science Fiction, Fantasy i Horror. Přes shodné příjmení není nijak pokrevně spřízněn s jiným polským autorem fantasy Eugeniuszem Dębským.

## Tvorba
Debutoval v roce 1998 povídkou Siódmy liść (Sedmý list) v časopisu Nowa Fantastyka. V roce 2005 vyšel jeho první román Łzy Nemezis (Slzy Nemesis) – historická fantasy z prostředí křížových výprav. V roce 2007 obdržel cenu polského fandomu Nautilus za román Czarny Pergamin (Černý pergamen). V roce 2008 získal stejné ocenění za román Gwiazdozbiór Kata (Souhvězdí Kata), odehrávající se koncem 16. století v Polsku a v rudolfinských Čechách. Celkem dosud publikoval 14 románů, dvě povídkové sbírky a desítky samostatných povídek.
Román Souhvězdí Kata vyšel v roce 2012 česky v překladu Jana Kravčíka.
Kromě historické fantasy se Dębski věnuje i kriminálním a dobrodružným příběhům; je autorem trojdílného cyklu o policejním komisaři Michału Wrońském. Román Wilki i Orły (Vlci a orli) se zase odehrává během Druhé čečenské války.
Do polštiny přeložil několik děl ruských autorů fantasy a science fiction (Andrej Olegovič Běljanin, Věra Michajlovna Školnikovová, Nik Daniilovič Pěrumov, Pavel Nikolajevič Korněv).

### Fantasy
- Łzy Nemesis. Varšava: Copernicus Corporation, 2005. ISBN 83-86758-67-8.
- Czarny Pergamin. Lublin: Fabryka Słów, 2006. ISBN 83-60505-12-8.
- Przy końcu drogi. Varšava: Fantasmagoricon, 2006. ISBN 83-86758-68-6.
- Gwiazdozbiór Kata. Vratislav: Wydawnictwo Dolnośląskie, 2007. ISBN 978-83-7384-643-2.
- Kiedy Bóg zasypia. Lublin: Fabryka Słów, 2007. ISBN 978-83-60505-43-4.
- Łzy Nemesis. 2. dopl. vyd. Lublin: Fabryka Słów, 2009. ISBN 978-83-7574-007-3.
- Wilkozacy. Wilcze prawo. Lublin: Fabryka Słów, 2010. ISBN 978-83-7574-267-1.
- Wilkozacy. Krew z krwi. Lublin: Fabryka Słów, 2012. ISBN 978-83-7574-825-3.
- Souhvězdí Kata. Přeložil Jan Kravčík. Praha: Gorgona Books, 2012. ISBN 978-80-904952-1-0.

### Science fiction
- Zoroaster. Gwiazdy umierają w milczeniu. Lublin: Fabryka Słów, 2010. ISBN 978-83-7574-127-8.

### Dobrodružné novely
- Labirynt von Brauna. Vratislav: Wydawnictwo Dolnośląskie, 2007. ISBN 978-83-7384-618-0.
- Żelazne kamienie. Vratislav: Wydawnictwo Dolnośląskie, 2007. ISBN 978-83-245-8522-9.
- Krzyże na rozstajach. Vratislav: Wydawnictwo Dolnośląskie, 2008. ISBN 978-83-245-8649-3.
- Słońce we krwi. Lublin: Red Horse, 2008. ISBN 978-83-60504-66-6.
- Wilki i Orły. Lublin: Red Horse, 2008. ISBN 978-83-60504-45-1.

### Sbírky povídek
- Pasterz upiorów. Varšava: Fantasmagoricon, 2007. ISBN 978-83-925540-5-9.
- Serce teściowej. Lublin: Fabryka Słów, 2008. ISBN 978-83-7574-018-9.